# Wahl zur London-Versammlung 2024

Zusammensetzung der London-Versammlung nach der Wahl:
Greens 3
Labour 11
Liberal Democrats 2
Conservatives 8
Reform UK 1

Die Wahlen zur Londoner Versammlung 2024 fanden am 2. Mai 2024 statt, um die Mitglieder der Londoner Versammlung zu wählen. Sie fand am selben Tag wie die Londoner Bürgermeisterwahl und die Kommunalwahlen in England statt.

## Wahl
Die Wahl findet nach dem auch bei der Wahl zum deutschen Bundestag verwendeten personalisierten Verhältniswahlrecht statt, das in Großbritannien Additional Member System genannt wird. Es gibt 14 Wahlbezirke, die jeweils ein Mitglied wählen. Diese Sitze wurden in der Regel von einer der beiden großen Parteien (Labour oder Conservatives) gewonnen. Die restlichen 11 Sitze werden gemäß dem Ergebnis der Zweitstimmen nach einer modifizierten D'Hondt-Methode an Parteilisten vergeben. Hierbei gilt eine Sperrklausel von fünf Prozent. Überhangmandate sind nicht vorgesehen.

## Ergebnis
|        | Labour Party                           | 983.216   | 39,7 %  | ▼2,0 % | 10 | ▲1  | 951.056   | 38,4 %  | ▲0,3 % | 1   | ▼1  | 11 | ▬   | 44 %  |
|        | Conservative Party                     | 673.036   | 27,2 %  | ▼4,8 % | 03 | ▼2  | 648.269   | 26,2 %  | ▼4,5 % | 5   | ▲1  | 08 | ▼1  | 32 %  |
|        | Green Party                            | 319.869   | 12,9 %  | ▼0,1 % | 0  | ▬   | 286.746   | 11,6 %  | ▼0,2 % | 3   | ▬   | 03 | ▬   | 12 %  |
|        | Liberal Democrats                      | 271.049   | 11,0 %  | ▲0,7 % | 01 | ▲1  | 215.682   | 8,7 %   | ▲1,4 % | 1   | ▼1  | 02 | ▬   | 8 %   |
|        | Reform UK                              | 183.361   | 7,4 %   | ▲5,0 % | 0  | ▬   | 145.409   | 5,9 %   | ▲4,9 % | 1   | ▲1  | 01 | ▲1  | 4 %   |
|        | Rejoin EU                              | –         | –       | –      | –  | –   | 62.528    | 2,5 %   | ▲0,6 % | 0   | ▬   | 0  | ▬   | 0 %   |
|        | Animal Welfare Party                   | –         | –       | –      | –  | –   | 41.303    | 1,7 %   | ▬      | 0   | ▬   | 0  | ▬   | 0 %   |
|        | Britain First                          | –         | –       | –      | –  | –   | 32.085    | 1,3 %   | Neu    | 0   | Neu | 0  | Neu | 0 %   |
|        | Christian Peoples Alliance             | –         | –       | –      | –  | –   | 26.798    | 1,1 %   | ▬      | 0   | ▬   | 0  | ▬   | 0 %   |
|        | Social Democratic Party                | –         | –       | –      | –  | –   | 23.021    | 0,9 %   | ▲0,6 % | 0   | ▬   | 0  | ▬   | 0 %   |
|        | Communist Party                        | –         | –       | –      | –  | –   | 10.915    | 0,4 %   | ▲0,1 % | 0   | ▬   | 0  | ▬   | 0 %   |
|        | Heritage Party                         | –         | –       | –      | –  | –   | 4.431     | 0,2 %   | ▼0,3 % | 0   | ▬   | 0  | ▬   | 0 %   |
|        | Trade Unionist and Socialist Coalition | 15.216    | 0,6 %   | ▲0,3 % | 0  | ▬   | –         | –       | –      | –   | –   | 0  | ▬   | 0 %   |
|        | Socialist Party                        | 3.721     | 0,2 %   | Neu    | 0  | Neu | –         | –       | –      | –   | –   | 0  | Neu | 0 %   |
|        | Unabhängige                            | 24.087    | 1,0 %   | ▲0,9 % | 0  | ▬   | 28.444    | 1,2 %   | Neu    | 0   | Neu | 0  | ▬   | 0 %   |
| Gesamt | Gesamt                                 | 2.473.555 | 100,0 % |        | 14 |     | 2.476.687 | 100,0 % |        | 110 |     | 25 |     | 100 % |

Zusammenfassung des Wahlergebnisses
| Wahlkreis-Direktmandate | Wahlkreis-Direktmandate | Wahlkreis-Direktmandate | Wahlkreis-Direktmandate | Wahlkreis-Direktmandate |
| ----------------------- | ----------------------- | ----------------------- | ----------------------- | ----------------------- |
|                         |                         |                         |                         |                         |
| Labour                  | Labour                  |                         | 39,7 %                  | 39,7 %                  |
| Conservatives           | Conservatives           |                         | 27,2 %                  | 27,2 %                  |
| Greens                  | Greens                  |                         | 12,9 %                  | 12,9 %                  |
| Lib Dem                 | Lib Dem                 |                         | 11,0 %                  | 11,0 %                  |
| Reform UK               | Reform UK               |                         | 7,4 %                   | 7,4 %                   |
| Sonst.                  | Sonst.                  |                         | 1,8 %                   | 1,8 %                   |
|                         |                         |                         |                         |                         |

| Region (Listenmandate) | Region (Listenmandate) | Region (Listenmandate) | Region (Listenmandate) | Region (Listenmandate) |
| ---------------------- | ---------------------- | ---------------------- | ---------------------- | ---------------------- |
|                        |                        |                        |                        |                        |
| Labour                 | Labour                 |                        | 38,4 %                 | 38,4 %                 |
| Conservatives          | Conservatives          |                        | 26,2 %                 | 26,2 %                 |
| Greens                 | Greens                 |                        | 11,6 %                 | 11,6 %                 |
| Lib Dem                | Lib Dem                |                        | 8,7 %                  | 8,7 %                  |
| Reform UK              | Reform UK              |                        | 5,9 %                  | 5,9 %                  |
| Sonst.                 | Sonst.                 |                        | 9,3 %                  | 9,3 %                  |
|                        |                        |                        |                        |                        |

| Parlamentssitze | Parlamentssitze | Parlamentssitze | Parlamentssitze | Parlamentssitze |
| --------------- | --------------- | --------------- | --------------- | --------------- |
|                 |                 |                 |                 |                 |
| Labour          | Labour          |                 | 44 %            | 44 %            |
| Conservatives   | Conservatives   |                 | 32 %            | 32 %            |
| Greens          | Greens          |                 | 12 %            | 12 %            |
| Lib Dem         | Lib Dem         |                 | 8 %             | 8 %             |
| Reform UK       | Reform UK       |                 | 4 %             | 4 %             |
|                 |                 |                 |                 |                 |